# 普魯士的路易絲·烏爾莉卡
路易絲·烏爾莉卡（瑞典語：Lovisa Ulrika，1720年7月24日—1782年7月16日）是瑞典王后和普鲁士王国公主。她是瑞典国王阿道夫·弗雷德里克的妻子。
路易絲·烏爾莉卡是普鲁士国王的女兒。她长得漂亮、好学、个性十分鲜明。她和皮埃爾·莫佩爾蒂及伏尔泰等人有来往。
1744年，她和阿道夫·弗雷德里克结婚。热心文艺的她大力推广瑞典文化发展。诞下四名孩子的她活跃于瑞典政治中。她讨厌丹麦和媳婦丹麦公主索菲亞·瑪格達列娜。晚年，她因散播孫子並非其長子古斯塔夫三世親生的流言而被赶出王宫。